# Kambfjall (berg i Island, lat 64,93, long -14,22)
Kambfjall är ett berg i republiken Island. Det ligger i regionen Austurland, 400 km öster om huvudstaden Reykjavík. Toppen på Kambfjall är 950 meter över havet.
Trakten runt Kambfjall är nära nog obefolkad, med mindre än två invånare per kvadratkilometer. Närmaste större samhälle är Reyðarfjörður, omkring 11 kilometer norr om Kambfjall. Trakten runt Kambfjall består i huvudsak av gräsmarker.